# Nationalrevolutionäre Armee
Die Nationalrevolutionäre Armee, abgekürzt NRA (chinesisch 國民革命軍, Pinyin Guómín Gémìng Jūn, W.-G. Kuo-min Ke-ming Chün), vor 1928 oft verkürzt zu Revolutionäre Armee (革命軍) und zwischen 1928 und 1947 als Nationale Armee (國軍) bezeichnet, war die Armee der Republik China (1912–1949), zu der unter anderem die Luftstreitkräfte der Republik China und die Marine der Republik China gehörten.

## Geschichte
Die Xinhai-Revolution von 1911 führte zum Sturz der Qing-Dynastie. Dabei waren Soldaten und Kader der modernisierten Neuen Armeen führend am Umsturz der Monarchie beteiligt. Sun Yat-sen, der Gründervater der Kuomintang (KMT) und Hauptinitiator der Revolution, ging zur Gründung der Republik einen Kompromiss ein, indem er Yuan Shikai, den Militärbefehlshaber der Qing, welcher mit der Niederschlagung der Revolution betraut worden war, zum Präsidenten der neu geschaffenen Republik China ernannte. Yuan Shikai versuchte mit der Unterstützung der größten Neuen Armee, der Beiyang-Armee, welche in Nordchina gebildet worden war, einen autoritären Staat zu etablieren und die Monarchie mit ihm selbst als Monarchen wiederherzustellen. Gegen seinen Anspruch erhoben sich andere Militärführer Chinas und es kam zu einem Bürgerkrieg. Yuans Tod 1916 hinterließ ein Machtvakuum, bei dem die Zentralregierung in Peking Spielball verschiedener Militärbefehlshaber wurde, welche aufgrund ihrer regionalen Machtbasis als Kriegsherren (warlords) autonom handeln konnten. Manche dieser Kriegsherren kontrollierten mehrere Provinzen des Landes.
1923 etablierte Sun Yat-sen in Canton die Basis seiner Bewegung mit dem Ziel, China unter einer republikanischen Zentralregierung zu einen. Im selben Jahr nahm Sun Yat-sen über die Komintern Verbindung mit der Sowjetunion auf, welche den Aufbau einer Nationalarmee zur Brechung der Macht der Kriegsfürsten unterstützen sollte. Mit sowjetischer Hilfe gründeten die chinesischen Nationalisten die Whampoa-Militärakademie in Canton. Diese diente als Keimzelle der Streitkräfte der Kuomintang. Leiter der Akademie wurde Chiang Kai-shek, welcher nach Suns Tod dessen Nachfolger an der Spitze der Kuomintang wurde. Im Jahr 1925 erfolgte die Gründung der Nationalrevolutionären Armee durch Chiang. Die erste großangelegte Operation der Armee war die Nordexpedition im selben Jahr. Hierdurch erreichten die Nationalisten eine unvollständige Wiedervereinigung des Landes unter der KMT-Regierung in Nanjing. Um die Unterstützung der Sowjetunion zu sichern, ging die KMT-Führung eine Allianz mit der Kommunistischen Partei ein, deren Personal auch in die Ränge der NRA aufgenommen wurde. Chiang Kai-shek installierte ein Politoffizierssystem nach sowjetischem Vorbild, welches die Ideologie der KMT in der Truppe verbreiten sollte. Zu Beginn der Nordexpedition umfasste die NRA rund 100.000 Mann. Zum Ende der Operation im Jahre 1928 war die KMT-Streitmacht zu einer tatsächlichen Nationalarmee Chinas auf 2,2 Millionen Soldaten aufgewachsen. Noch vor Ende der Nordexpedition kündigte die Kuomintang die Zusammenarbeit mit den Kommunisten auf, wies diese aus der Armee und schickte auch die rund 130 sowjetischen Militärinstrukteure nach Hause. Ab diesem Zeitpunkt wurden die Kommunisten Kriegsgegner der KMT im Chinesischen Bürgerkrieg.
Die nationalrevolutionäre Armee rekrutierte sich zunächst aus Freiwilligen. 1933 wurde nach deutschem Vorbild ein Gesetz zur Wehrpflicht geschaffen. Dieses kam aber erst nach Ausbruch des Ersten Japanisch-Chinesischen Krieges zur Anwendung. Insgesamt wurden von 1937 bis 1945 rund 14 Millionen Wehrpflichtige eingezogen. Damit wies die Republik China einen deutlich geringeren Mobilisierungsgrad auf als andere Kriegsparteien des Zweiten Weltkriegs. Aufgrund der niedrigen Bezahlung, welche während des Krieges unter dem Lohn von niederen Tätigkeiten wie Rikschafahrern lag, sowie der schlechten Verpflegung war der Wehrdienst sehr unbeliebt. Eingezogen wurden vor allem Angehörige armer Familien, die sich keine Bestechungsgelder oder illegale Stellvertreter leisten konnten. Der Wehrdienst eines die Familie versorgenden männlichen Familienmitglieds stellte oft den ersten Schritt zum finanziellen und sozialen Ruin der Familie dar. Ebenso unbeliebt war der zivile Arbeitseinsatz für das Heer, welches oft logistische Aufgaben durch Requirierung von Zivilisten zu lösen suchte.
Die Armee selbst litt an einer schwerfälligen und von Privatinteressen geprägten Bürokratie. Ebenso hatten die Offiziere oft zivile Verwaltungsaufgaben zu erfüllen, was deren Leistungsfähigkeit deutlich einschränkte. In vielen Gebieten blieb die Armee die einzig greifbare staatliche Administration. Im Schnitt konnte ein KMT-Offizier sich nur rund drei Tage der Woche mit dem militärischen Training seiner Einheit beschäftigen.
Die NRA erhielt ab den frühen Dreißigerjahren unter der Ägide von Hans von Seeckt und Alexander von Falkenhausen deutsche Militärhilfe. Bis zum Kriegsausbruch mit Japan 1937 wurden 19 Divisionen der NRA nach deutschem Vorbild ausgebildet und teilweise mit deutschem Material ausgerüstet.

## Militärische Operationen
Ihren ersten Einsatz hatte die NRA 1926 in dem von Sun Yat-sen geplanten Nordfeldzug gegen Warlords im Norden Chinas. Ziel war die chinesische Wiedervereinigung, wofür die Kuomintang- und die Kommunistische Partei eine Erste Einheitsfront bildeten. Während des Feldzugs zerbrach die Allianz. Der Bruch führte zum Chinesischen Bürgerkrieg, sodass die Soldaten der Nationalrevolutionären Armee ab 1927 an mehreren Fronten kämpften. Der Nordfeldzug konnte 1928 erfolgreich beendet werden.
Weitere Einsätze folgten beispielsweise:
- 1929 im sowjetisch-chinesischen Grenzkrieg
- 1934 während der britischen Banhong-Invasion
- 1937 bis 1945 im Japanisch-Chinesischen Krieg
- 1944 während der Drei-Bezirke-Revolution

## Ablösung
Offiziere und Soldaten der Nationalrevolutionären Armee halfen nach dem Rückzug der Kuomintang nach Taiwan beim Aufbau der Streitkräfte der Republik China mit.